# 장충단비
장충단비(奬忠壇碑)는 서울특별시 중구 장충동에 있는, 대한제국 시대에 만들어진 장충단에 서 있던 비석이다. 1969년 9월 18일 서울특별시의 유형문화재 제1호로 지정되었다.

## 개요
장충단은 조선 고종 32년(1895)에 일어난 명성황후 시해사건 당시 일본인을 물리치다 순사한 홍계훈, 이경직 및 여러 신하들의 혼을 위로하기 위해 세운 제단이다.
비는 반듯한 사각받침돌 위로 비몸을 세운 간결한 구조이다. 앞면에는 '장충단(奬忠檀)'이라는 비의 명칭이 적혀 있는데, 순종이 황태자시절에 쓴 글씨이다. 뒷면에는 민영환이 쓴 비문이 기록되어 있다.
광무 4년(1900) 고종의 명에 의해 장충단을 지을 때 비도 함께 세워 놓았다. 일제는 1910년 한일합방 후 이 비를 뽑아 버렸으며, 1920년대 후반부터는 여러 시설들을 마구 설치하여 '장충단 공원'이라 이름 붙였다. 광복 후 일제가 세웠던 건물을 모두 헐면서, 비도 다시 찾아 세우게 되었고, 1969년 지금의 자리인 수표교(서울특별시 유형문화재 제18호) 서쪽에 옮겨 세웠다.

## 장충단
장충단은 고종 32년(1895) 경복궁에서 일어난 명성황후(明成皇后, 1851∼1895) 시해사건인 을미사변 때 일본인을 물리치다 장렬하게 순사(殉死)한 시위대(侍衛隊) 연대장 홍계훈(洪啓薰, ?∼1895)과 궁내부(宮內府) 대신 이경직(李耕稙, 1841∼1895)을 비롯한 여러 장졸의 영혼을 달래기 위해 광무 4년(1900) 9월 고종 황제가 남소영(南小營) 자리에 세운 사당이다.
사당건립 후 매년 이곳에서 봄ㆍ가을로 제사를 지냈으나 1910년 일제강점 이후 폐사되었다. 1920년대 후반부터 일제는 이곳 일대를 '장충단공원'이라 이름하여 벚꽃을 심고 공원시설을 설치했으며, 상해사변(上海事變) 때 일본군 결사대로 전사한 육탄삼용사(肉彈三勇士)의 동상과 안중근(安重根) 의사에 의해 살해된 이토 히로부미(伊藤博文)를 혼을 달래기 위한 박문사(博文寺)를 세웠다. 광복 후 육탄삼용사 동상과 박문사는 철거되었으나, 6·25전쟁으로 장충단의 사당과 부속건물이 파괴되면서 장충단비만 남게 되었다.

## 연역
장충단비는 장충단을 세우게 된 내력을 새긴 비로 1900년 11월에 세워졌다. 네모난 받침돌 위에 비석을 얹은 간략한 형식이다. 앞면에 새긴 "奬忠壇"이란 전서(篆書) 제목은 뒤에 순종(재위 1907∼1910)이 된 황태자의 예필(睿筆)이며, 뒷면에 새긴 비문은 그당시 육군부장(陸軍副將)이던 민영환(閔泳煥, 1861∼1905)이 짓고 썼다. 1910년 이후 일제가 뽑아버렸던 비신을 광복 이후 찾아서 영빈관(현 신라호텔 자리) 안에 세웠고, 1969년 지금의 자리인 수표교(水標橋, 서울특별시 유형문화재 제18호) 서쪽으로 옮겼다.

## 비문
비문 내용은 다음과 같다.
삼가 생각하건대 우리 대황제 폐하께서는 자질이 상성(上聖)처럼 빼어나고 운수는 중흥을 만나시어 태산의 반석과 같은 왕업을 세우고 위험의 조짐을 경계하셨다. 그러나 어쩔 수 없이 가끔 주춤하기도 하셨는데 마침내 갑오·을미사변이 일어나 무신으로서 난국에 뛰어들어 죽음으로 몸바친 사람이 많았다. 아! 그 의열(毅烈)은 서리와 눈발보다 늠름하고 명절(名節)은 해와 별처럼 빛나니, 길이 제향(祭享)을 누리고 기록으로 남겨야 마땅하다. 그래서 황제께서 특별히 충성을 기리는 뜻을 표하고 이에 슬퍼하는 조서(詔書)를 내려 제단을 쌓고 비를 세워 표창하며, 또 계속 봄가을로 제사드릴 것을 정하여 높이 보답하는 뜻을 보이고 풍속으로 삼으시니, 이는 참으로 백세(百世)에 보기 드문 가르침이다. 사기(士氣)를 북돋우고 군심(軍心)을 분발시킴이 진실로 여기에 있으니 아! 성대하다. 아! 성대하다.

## 같이 보기
- 장충단공원

## 참고 자료
- 장충단비 - 국가유산청 국가유산포털

 본 문서에는 서울특별시에서 지식공유 프로젝트를 통해 퍼블릭 도메인으로 공개한 저작물을 기초로 작성된 내용이 포함되어 있습니다.